# Кроазик
Кроазик (фр. Croisic) насеље је и општина у западној Француској у региону Лоара, у департману Атлантска Лоара која припада префектури Сен Назер.
По подацима из 2011. године у општини је живело 4043 становника, а густина насељености је износила 898,44 становника/km². Општина се простире на површини од 4,5 km². Налази се на средњој надморској висини од 5 метара (максималној 20 m, а минималној 0 m).

## Демографија
| 1962. | 1968. | 1975. | 1982. | 1990. | 1999. | 2011. |
| ----- | ----- | ----- | ----- | ----- | ----- | ----- |
| 4.017 | 4.102 | 4.243 | 4.313 | 4.428 | 4.278 | 4.043 |

График промене броја становника у току последњих година